# Paul Henderson (homme politique)
Pour les articles homonymes, voir Paul Henderson.
Paul Raymond Henderson, né le 15 août 1962 à Croix-Chapeau, est un homme d'État australien, membre du Parti libéral rural. Il est ministre en chef du Territoire du Nord de 2007 à 2012.

## Biographie

### Jeunesse et études
Paul Henderson naît à Croix-Chapeau, en France où son père est militaire américain. Il fait ses études en Grande-Bretagne où il obtient un diplôme d'ingénieur mécanicien du City and Guilds of London Institute. 

### Carrière professionnelle
Il travaille comme apprenti mécanicien dans la marine à Southampton avant d'émigrer en Australie en 1982, où il travaille comme mineur dans les mines de zinc de Rosebery en Tasmanie. Il se rend ensuite à Darwin dans le Territoire du Nord en 1983 pour travailler comme mécanicien dans la marine. En 1985, il commence à travailler comme programmeur pour le gouvernement du Territoire du Nord, retourne travailler deux ans en Grande-Bretagne avant de revenir à Darwin en 1993.

### Carrière politique
Henderson est élu député travailliste du Territoire du Nord lors d'une élection partielle en 1995.
Il occupe différents postes ministériels dans le gouvernement du Territoire du Nord avant de devenir ministre en chef le 26 novembre 2007, après la démission surprise de Clare Martin. Il demeure en fonction jusqu'au 29 août 2012, date à laquelle lui succède Terry Mills, du Parti libéral rural.